# Clásica de Ordizia 2015
La XCII Prueba Villafranca-Ordiziako Klasikoa (Gran Premio Ordiziako Udala) se disputó el 25 de julio de 2015 sobre un trazado de 170 km, el mismo de la edición anterior.
La prueba perteneció al UCI Europe Tour 2015 de los Circuitos Continentales UCI, dentro de la categoría 1.1.
Participaron 11 equipos. El único equipo español de categoría UCI ProTeam (Movistar Team); el único de categoría Profesional Continental (Caja Rural-Seguros RGA); y los 2 de categoría Continental (Burgos-BH y Murias Taldea). En cuanto a representación extranjera, estuvieron 9 equipos: el UCI ProTeam australiano del Orica GreenEDGE; los Profesionales Continentales del Cofidis, Solutions Crédits y RusVelo; y los Continentales del Team Idea 2010-ASD, Inteja-MMR Dominican Cycling Team, Keith Mobel-Partizan y Efapel (en principio también iban a acudir el Bike Aid-Ride for Help y Team Marseille 13-KTM aunque a última hora renunciaron a la carrera). Formando así un pelotón de 88 ciclistas, con entre 5 (Inteja-MMR Dominican) y 10 corredores por equipo, de los que acabaron 63.
El ganador final fue Ángel Madrazo que se impuso en el sprint del terceto cabecero a Ion Izagirre y su compañero de equipo Amets Txurruka, respectivamente.
En las clasificaciones secundarias se impusieron Eneko Lizarralde (montaña), Juan Carlos Riutort (metas volantes) y Caja Rural-Seguros RGA (equipos).

## Clasificación final
| \| Posición \| Ciclista \| Equipo \| Tiempo \| \| -------- \| ---------------- \| ---------------------- \| --------------- \| \| 1. \| Ángel Madrazo \| Caja Rural-Seguros RGA \| 4 h 16 min 39 s \| \| 2. \| Ion Izagirre \| Movistar \| m.t. \| \| 3. \| Amets Txurruka \| Caja Rural-Seguros RGA \| m.t. \| \| 4. \| Cameron Meyer \| Orica GreenEDGE \| a 6 s \| \| 5. \| Ivan Santaromita \| Orica GreenEDGE \| a 11 s \| \| 6. \| Luca Cappelli \| Idea 2010 ASD \| m.t. \| \| 7. \| David Belda \| Burgos-BH \| m.t. \| \| 8. \| Garikoitz Bravo \| Murias \| m.t. \| \| 9. \| Sergey Firsanov \| RusVelo \| a 23 s \| \| 10. \| Simon Clarke \| Orica GreenEDGE \| a 35 s \| |                  |                        |                 |
| Posición | Ciclista         | Equipo                 | Tiempo          |
| 1. | Ángel Madrazo    | Caja Rural-Seguros RGA | 4 h 16 min 39 s |
| 2. | Ion Izagirre     | Movistar               | m.t.            |
| 3. | Amets Txurruka   | Caja Rural-Seguros RGA | m.t.            |
| 4. | Cameron Meyer    | Orica GreenEDGE        | a 6 s           |
| 5. | Ivan Santaromita | Orica GreenEDGE        | a 11 s          |
| 6. | Luca Cappelli    | Idea 2010 ASD          | m.t.            |
| 7. | David Belda      | Burgos-BH              | m.t.            |
| 8. | Garikoitz Bravo  | Murias                 | m.t.            |
| 9. | Sergey Firsanov  | RusVelo                | a 23 s          |
| 10. | Simon Clarke     | Orica GreenEDGE        | a 35 s          |